# Điền Thừa Tự
Điền Thừa Tự (chữ Hán: 田承嗣, bính âm Tian Chengsi, 705 - tháng 3 năm 779), tên tự là Thừa Tự (承嗣), tước vị Nhạn Môn vương (雁門王), người Bình châu, Lư Long, là Tiết độ sứ Ngụy Bác dưới thời nhà Đường trong lịch sử Trung Quốc. Ông từng đi theo các tướng phản loạn An Lộc Sơn và Sử Tư Minh chống lại nhà Đường, sau quy hàng triều đình bởi họ Sử thất thế, được giữ chức Tiết độ sứ ở đất Ngụy. Trong thời gian tại trấn, ông ra sức củng cố thế lực riêng, từng bước li khai triều đình, mở đầu cho nạn phiên trấn cát cứ về sau mà ba trấn Ngụy Bác cùng Thành Đức và Lư Long. Điền Thừa Tự cùng với Lý Bảo Thần ở Thành Đức cùng nhau bàn tính việc li khai, tự ý nhường chức cho con cháu không thông qua sự đồng ý của triều đình. Sau khi ông qua đời, cháu là Điền Duyệt tự lên nắm quyền, triều đình nhà Đường bất lực trước tình thế đó, đành phải công nhận Điền Duyệt là Tiết độ sứ mới ở đất Ngụy.

## Thân thế
Điền Thừa Tự chào đời vào năm 705 dưới thời vua Trung Tông nhà Đường. Gia tộc của ông đời đời ở Bình châu, nhiều thế hệ phục vụ cho triều đình nhà Đường. Ông nội của ông là Điền Cảnh, cha là Điền Thủ Nghĩa đều là những quan lại có tiếng hào hiệp, vang danh đến triều đình. Vào cuối những năm Khai Nguyên đời Đường Huyền Tông, ông trở thành tướng lĩnh dưới quyền Tiết độ sứ Phạm Dương là An Lộc Sơn, giữ chức Tiên phong binh mã sử. Quân lính dưới quyền ông nổi tiếng kỉ luật. Sau còn lập được công đánh thắng quân Hề và Khiết Đan, bổ làm Tả Thanh đạo phủ soái, sau đổi làm Vũ Vệ tướng quân.

## Theo An, Sử chống nhà Đường
Năm 755, An Lộc Sơn nổi lên chống lại nhà Đường ở Phạm Dương. Điền Thừa Tự cùng Trương Trung Chí được cử làm tiên phong, vây hãm Hà Lạc. Về sau Lộc Sơn chiếm hai kinh của triều Đường và xưng đế, nhưng lại bị con là An Khánh Tự giết để đoạt ngôi. Điền Thừa Tự tiếp tục phục vụ dưới quyền An Khánh Tự, được giao nhiệm vụ thống lĩnh quân tấn công thành Nam Dương, mở đường cho quân Yên tiến xuống phía nam, khống chế Giang Hoài, nhưng không thể nhanh chóng lấy được nơi này. Sau đó ông rút quân về Lạc Dương.
Nhà Đường được sự giúp sức của Hồi Hột, dần khôi phục thế lực. Năm 757, liên quân Đường - Hồi Hột do Quảng Bình vương Lý Thục (tức Đường Đại Tông) về sau), đã chiếm lại được Trường An và sau đó là Lạc Dương, An Khánh Tự bỏ chạy về phía đông. Điền Thừa Tự lúc này đang giao chiến với tướng đường là Lai Thiến ở Dĩnh Xuyên, nhận được tin Khánh Tự bại trận liền viết thư cho tướng Quách Tử Nghi xin về hàng, Tử Nghi không cho, ông đành quay trở lại với An Khánh Tự.
Mùa thu năm 758, Đường Túc Tông tập hợp quân đội chín Tiết độ sứ cùng tấn công, bao vây An Khánh Tự ở Nghệp Thành. Điền Thừa Tự cùng Thôi Can Hựu đem quân ra ứng chiến nhưng không thành công, quân Yên thất bại nặng nề rồi bị vây hãm trong thành. Đến năm 759, Sử Tư Minh đem quân giải vây Nghiệp Thành, sau đó giết An Khánh Tự để đoạt ngôi, Điền Thừa Tự tiếp tục làm tướng phục vụ cho Sử Tư Minh. Ông tham gia vào chiến dịch công chiếm lại thành Lạc Dương của Sử Tư Minh. Mùa đông năm 760, Sử Tư Minh cử ông đem quân tấn công vùng Hoài Tây của nhà Đường nhưng không rõ kết quả trận chiến này ra sao.

## Về hàng nhà Đường
Năm 761, Sử Tư Minh lại bị con là Sử Triều Nghĩa giết để đoạt ngôi, phong cho ông làm Ngụy châu thứ sử. Nhà Đường nhân cơ hội đó tổ chức phản công, liên quân cùng Hồi Hột lấy lại Lạc Dương năm 762. Điền Thừa Tự cho quân rút lên phía bắc, hợp quân với Sử Triều Nghĩa tại Vệ châu, mưu kháng cự lại vương sư. Nhưng quân Yên nhanh chóng bị tướng Đường là Bộc Cố Hoài Ân đánh bại, phải lui về phía bắc. Quân Đường đuổi theo truy kích. Đến cuối năm 762, ông cùng Sử Triều Nghĩa bị vây hãm tại Mạc Châu. Điền Thừa Tự khuyên Sử Triều Nghĩa chạy đến căn cứ ban đầu là Phạm Dương để lấy thêm quân tiếp viện, còn bản thân mình ở lại Mạc châu kháng cự vương sư. Tuy nhiên, khi Sử Triều Nghĩa vừa rời khỏi thì Điền Thừa Tự dâng đất này đầu hàng triều đình, bắt hoàng thái hậu, hoàng hậu cùng các con của Triều Nghĩa nộp cho nhà Đường. Sử Triều Nghĩa lâm vào đường cùng, về sau còn bị tướng cũ là Lý Hoài Tiên truy kích, phải tự sát. Loạn An Sử kết thúc (764).
Đường Đại Tông do thấy đất nước loạn lạc đã lâu, cũng chán cảnh binh đao, lại theo lời sàm tấu của Phốc Cố Hoài Ân, không hỏi gì đến tội của các tướng cũ Đại Yên đã quy hàng, vẫn cho họ trấn nhậm ở những châu quận Hà Bắc. Đó là các tướng Điền Thừa Tự cùng Lý Bảo Thần (nguyên tên là Trương Trung Chí), Tiết Tung (cháu chắt của Tiết Nhân Quý), Lý Chánh Kỉ (người gốc Cao Ly). Phong cho ông làm Kiểm giáo hộ bộ thượng thư, Trịnh châu thứ sử. Không lâu sau chính thức phong ông làm Ngụy châu thứ sử, Bối Bác Thương Doanh đẳng châu phòng ngự sứ rồi tiết độ sứ Ngụy Bác, lãnh địa lúc đầu có 5 châu.

## Từng bước li khai
Điền Thừa Tự ở Ngụy Bác, tuy bên ngoài vẫn nhận lệnh triều đình, nhưng bên trong ngấm ngầm tập hợp lực lượng, mưu đồ li khai. Ông sắm sửa quân khí, chiêu tập binh mã, xét hộ khắc, bắt đinh tráng vào lính, chỉ trong vài năm đã có hơn 100.000 quân, trong đó lại tuyển ra những trai tráng khỏe mạnh nhất khoảng 10.000 người làm nha binh có nhiệm vụ bảo vệ cho mình. Còn tự bổ dụng quan lại trong lãnh địa, hộ khẩu không báo lên triều, thuế má không nộp cho triều đình, tuy xưng là phiên thần nhưng đã không còn giữ lễ bề tôi. Triều đình tỏ ra bất lực không biết làm gì được. Mấy năm tiếp theo, Điền Thừa Tự còn cho xây miếu thờ bốn hoàng đế của Ngụy Yên, vua Đại Tông phải sai hoạn quan Tôn Tri Cổ đến thuyết phục ông xóa bỏ miếu đó, ông nghe theo. Triều đình nhắm mắt làm ngơ, coi như là Thừa Tự lập công, gia Kiểm giáo thượng thư bộc xạ, thái úy, Đồng trung thư môn hạ bình chương sự, tước Nhạn Môn quận vương, thực phong nghìn hộ (773). Năm 774 thăng Ngụy châu làm Đại đô đốc phủ, lấy Thừa Tự làm trưởng sử, còn gả con gái là Vĩnh Lạc công chúa cho con trai Thừa Tự là Điền Hoa để lấy lòng. Ông càng tỏ ra kiêu ngạo, ngay khi vương sứ tới trấn cũng tỏ vẻ không cung kính. Ông còn liên kết với Lý Bảo Thần ở Thành Đức, Lý Chánh Kỉ ở Bình Lư, Tiết Tung ở Chiêu Nghĩa mưu đồ truyền chức vị cho con cháu, không tuân theo sắp đặt của triều đình nữa.
Năm 773, Tiết độ sứ Chiêu Nghĩa Tiết Tung (cháu chắt của Tiết Nhân Quý) qua đời. người em là Tiết Ế tự lập lên thay, triều đình buộc phải công nhận Tiết Ế là Chiêu Nghĩa lưu hậu. Thấy Tương Vệ có loạn, tháng 1 năm 775, Điền Thừa Tự dụ tướng lại ở đấy làm phản. Được Thừa Tự khuyến khích, tướng Bùi Chí Thanh đuổi Tiết Ế (cháu chắt của Tiết Nhân Quý) rồi đi theo Thừa Tự. Tiết Ế bỏ chạy, Thừa Tự lại nhân đó xúi giục tướng sĩ ở đây mưu loạn, rồi đưa quân thân tín tiến công vào Tương châu và Bôn châu thuộc trấn Chiêu Nghĩa, giả xưng là ứng cứu. Đại Tông sai Tôn Tri Cổ đến tuyên chỉ bảo Thừa Tự không nên gây chiến nhưng Thừa Tự không nghe, còn sai Lư Tử Kì tấn công Bôn châu, Dương Quang Triều tấn công Vệ châu, giết thứ sử Tiết Hùng (con cháu của Tiết Nhân Quý). Điền Thừa Tự còn bức Tôn Tri Cổ phải lệnh cho tướng giữ ở Từ châu và Tương châu dâng đất cho ông. Quân Ngụy Bác liên tiếp chiếm được các của Chiêu Nghĩa là Cứ, Tương, Vệ, cử tướng thân tín trấn giữ, do đó trấn Ngụy Bác được mở rộng và ngày một lớn mạnh hơn, gồm 9 châu. Hai châu còn lại thuộc Chiêu Nghĩa do triều đình quản lý. Triều đình đem hai châu này sáp nhập vào vùng Trạch Lộ, đổi tên trấn này thành Chiêu Nghĩa.
Để quan hệ thêm bền chặt, các trấn sắp đặt việc hôn nhân. Em trai Lý Bảo Thần là Lý Bảo Chánh lấy con gái của Điền Thừa Tự. Năm 775, Lý Bảo Chánh (ở rể tại Ngụy) lúc chơi đá cầu với con trai Điền Thừa Tự là Điền Duy bất cẩn làm ngựa của mình xảy ra va chạm với ngựa của Điền Duy khiến Điền Duy chết. Điền Thừa Tự giận lắm, bắt giam Lý Bảo Chánh và sai sứ đến Thành Đức trách móc. Lý Bảo Thần tạ lỗi là quản giáo bất cẩn, sai gửi đến Điền Thừa Tự một cây trượng để Thừa Tự trừng phạt Lý Bảo Chánh. Thừa Tự sau đó đã đánh chết Lý Bảo Chánh, vì việc này mà hai bên sinh ra thù oán với nhau.
Năm Đại Lịch thứ 10 (775), Lý Bảo Thần cùng Lý Chính Kỉ ở Bình Lư cùng dâng biểu lên triều đình nói tội của Thừa Tự, xin đem quân thảo phạt. Đại Tông cũng muốn hạn chế thế lực phiên trấn nên bằng lòng. Có chiếu biếm Thừa Tự là Vĩnh châu thứ sử, bắt phải vào triều, nếu kháng lệnh thì các trấn khác có quyền tự xử tội ông. Sau đó sai U châu lưu hậu Chu Thao cùng Bảo Thần hợp với Tiết Kiêm Huấn tại Thái Nguyên công đánh phía bắc, Chánh Kỉ cùng quân của Lý Trung Thần ở Hoài Tây đánh từ phía nam. Liên quân ban đầu đánh bại Điền Thừa Tự, thu phục Từ châu (thuộc Hàm Đan). Bảo Thần và Chánh Kỉ hội quân ở Tảo Cương, đem trâu rượu khao thưởng tướng sĩ. Bảo Thần thưởng quân sĩ rất nhiều, còn Chánh Kỉ đãi bạc. Do vậy quân của Chánh Kỉ không vừa lòng, Chánh Kỉ tạm lui quân về. Do vậy Lý Bảo Thần cùng Chu Thao tấn công Thương châu rất lâu mà chưa hạ được. Thừa Tự còn sai tâm phúc đem quân đánh sang Bình châu, Bảo Thần cử quân ứng cứu, đánh bại quân Ngụy Bác. Thấy quân của Lý Chánh Kỉ lại đến hợp với Lý Bảo Thần, Điền Thừa Tự sai sứ sang cầu hòa, Bảo Thần chưa đồng ý. Nhân Bảo Thần tức giận sứ triều đình là Mã Thừa Sai, Thừa Tự dàn cảnh cho lan truyền lời sấm: Nhị đế đồng công thế vạn toàn. Tương điền tác bạn nhập U, Yến. Nhị đế ở đây chỉ Lý Bảo Thần và Lý Chánh Kỉ. Thừa Tự cũng sai sứ đến chỗ Bảo Thần nói
Ngài với Chu Thao cùng đem quân lấy Thương châu của ta. Nếu mà lấy được thì đất ấy thuộc về triều đình, đâu phải thuộc về ngài. Nay nếu có thể xá tội của Thừa Tự, nguyện dâng trọn Thương châu, lại nguyện cùng công đánh Phạm Dương. Ngài đem kị binh vây tiền khu, Thừa Tự này suất bộ tốt đi theo, cùng nhau gầy dựng cơ nghiệp cho vạn đời sau.
Lý Bảo Thần vui mừng, liền nhận lời, nhận lấy Thương châu. lập mưu ám hại Chu Thao nhưng không thành. Điền Thừa Tự thấy việc lôi kéo Lý Bảo Thần đã xong, không tổn hại nhiều binh lính, mà khiến triều đình nghi kị Lý Bảo Thần luôn, liền viết thư nói
Trong tiểu ấp có việc quan trọng, không thể đi theo ngài được. Lời sấm truyền trên đá ta chỉ nói cho vui thôi.
Thấy Lý Bảo Thần lại liên minh với Điền Thừa Tự, nên Đại Tông có ý muốn xá tội cho ông. Năm 776, ông viết thư tạ tội lên triều đình và xin được đến Trường An diện kiến. Đại Tông bèn phục quan tước cho Điền Thừa Tự, nhưng sau đó ông bỏ không thực hiện việc vào triều. Sau trận này, Điền Thừa Tự mất Thương châu vào tay Thành Đức, mất Doanh châu về Lư Long. Theo thống kê năm 777, lãnh địa của Ngụy Bác còn lại 7 châu là Bối, Bắc, Ngụy, Vệ, Tương, Từ, 洺, ngang với Thành Đức.
Năm 776, Tiết độ sứ Biện Tống Điền Thần Ngọc hoăng, tướng Lý Linh Diệu làm lưu hậu, chiếm cứ thành và cùng Lý Tăng Huệ nổi dậy chống lại triều đình. Linh Diệu cầu viện sang Ngụy, Điền Thừa Tự sai cháu là Điền Duyệt cầm 5000 quân quân sang cứu. triều đình sai Lý Trung Thần và Mã Toại đem quân đánh dẹp, đánh bại quân của Linh Diệu và quân Ngụy. Điền Duyệt may mắn thoát chết, binh sĩ chết hết 7, 8 phần. Để trị tội Điền Thừa Tự giúp Lý Linh Diệu, Đại Tông sai bãi chức, ông phải thượng biểu tạ tội. Đại Tông biết rằng mình chưa đủ sức tấn công vào Ngụy Bác, diệt hẳn họ Điền nên đành cho phục nguyên chức của ông và miễn cho ông việc vào triều yết kiến.

## Qua đời
Điền Thừa Tự có 11 người con trai Duy, Triều, Hoa, Dịch, Luân, Quán, Tự, Hội, Thuần, Thân, Tấn, người em của ông là Đình Lâm có con là Duyệt, ông rất yêu thích Điền Duyệt.
Năm 779, tháng 3, Điền Thừa Tự qua đời, hưởng thọ 75 tuổi. Lúc bấy giờ các con ông: Duy làm Ngụy châu thứ sử, Triều giữ chức Thần Vũ tướng quân, Hoa là Thái thường thiếu khanh, Phò mã nhà Đường, những người con còn lại vẫn thơ ấu. Thấy Điền Duyệt là người uy dũng, giỏi võ nghệ nên ông rất yếu mến, bèn nhường chức cho Duyệt, bảo các con mình phải ra sức phò tá. Sau cái chết của ông, triều đình đồng ý công nhận Điền Duyệt là tiết độ sứ mới ở Ngụy Bác, do sự thuyết phục của Lý Bảo Thần.